# Брвиці
Брвиці (пол. Brwice, нім. Blankenfelde) — село в Польщі, у гміні Хойна Грифінського повіту Західнопоморського воєводства.
Населення — 158 осіб (2011).
У 1975-1998 роках село належало до Щецинського воєводства.

## Демографія
Демографічна структура станом на 31 березня 2011 року:
|          | Загалом | Допрацездатний вік | Працездатний вік | Постпрацездатний вік |
| -------- | ------- | ------------------ | ---------------- | -------------------- |
| Чоловіки | 76      | 14                 | 50               | 12                   |
| Жінки    | 82      | 16                 | 44               | 22                   |
| Разом    | 158     | 30                 | 94               | 34                   |